# Adolphe Hennebains

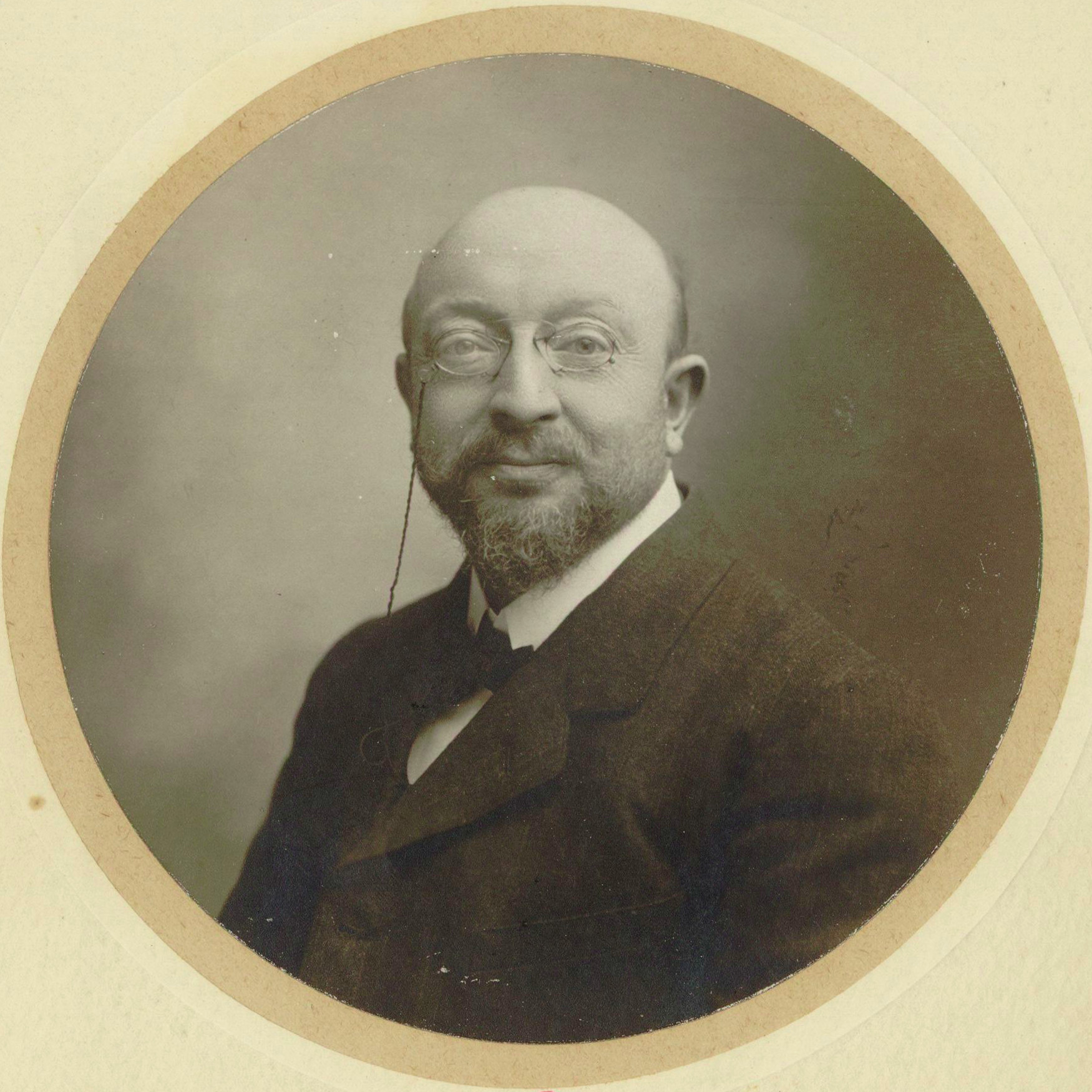
Adolphe Hennebains

Adolphe Hennebains (* 14. November 1862 in Saint-Omer; † 17. September 1914 in Plougasnou (Bretagne)) war ein französischer Flötist und Hochschullehrer.
Hennebains entstammte einer kinderreichen Schuhmacher-Familie. 1878 trat er in die Klasse von Henri Altès am Conservatoire de Paris ein und wurde 1880 mit dem Premier Prix ausgezeichnet. Im gleichen Jahr wurde er Soloflötist der Concerts Pasdeloup und – nach dem Militärdienst – 1884 Soloflötist der Concerts Lamoureux. 1890 trat er in das Orchester der Pariser Oper ein und wurde dort 1892 Soloflötist. Ab 1893 war Hennebains Assistent von Paul Taffanel am Pariser Conservatoire und wurde 1909 dort dessen Nachfolger. Zu seinen Schülern zählten u. a. René Le Roy, Marcel Moyse und Joseph Rampal. Als Kammermusikpartner konzertierte Hennebains beispielsweise mit Ferruccio Busoni, Alfred Cortot, George Enescu oder Wanda Landowska.